# Alvimia
Alvimia is een geslacht uit de grassenfamilie (Poaceae). De drie soorten van dit geslacht komen voor aan de oostkust van Brazilië.

## Soorten
Van het geslacht zijn de volgende soorten bekend: 
- Alvimia auriculata
- Alvimia gracilis
- Alvimia lancifolia